# Eggishorn
Eggishorn är ett berg i Schweiz.   Det ligger i distriktet Raron och kantonen Valais, i den centrala delen av landet, 80 km sydost om huvudstaden Bern. Toppen på Eggishorn är 2 926 meter över havet, eller 570 meter över den omgivande terrängen. Bredden vid basen är 5,7 km.
Terrängen runt Eggishorn är huvudsakligen bergig, men den allra närmaste omgivningen är kuperad. Närmaste större samhälle är Naters, 14,2 km sydväst om Eggishorn. 
I omgivningarna runt Eggishorn växer i huvudsak blandskog. Runt Eggishorn är det mycket glesbefolkat, med 7 invånare per kvadratkilometer.